# Lemba zhengi
Lemba zhengi är en insektsart som beskrevs av Li, B. 1994. Lemba zhengi ingår i släktet Lemba och familjen gräshoppor. Inga underarter finns listade i Catalogue of Life.